# Osbertia heleniastrum
Osbertia heleniastrum là một loài thực vật có hoa trong họ Cúc. Loài này được (Greene) Greene mô tả khoa học đầu tiên năm 1895.